# Hyperolius seabrai
Hyperolius seabrai là một loài ếch thuộc họ Hyperoliidae.
Đây là loài đặc hữu của Angola.
Môi trường sống tự nhiên của chúng là sông ngòi, đầm nước ngọt, và đầm nước ngọt có nước theo mùa.